# Mihail Fjodorovič Ivanov
Mihail Fjodorovič Ivanov (rusko Миха́ил Фёдорович Ива́нов), ruski biolog in akademik, * 1871, † 1935.
Ivanov je najbolj znan po svojem delu na področju selekcije in aklimatizacije domačih živali (kvalitetna askanijska ovca, bela ukrajinska svinja, ...).